# Sông Lam
Sông Lam (tên gọi khác: Ngàn Cả, Sông Cả, Nậm Khan, Thanh Long Giang) là một trong hai con sông lớn nhất ở Bắc Trung Bộ Việt Nam.

## Địa lý

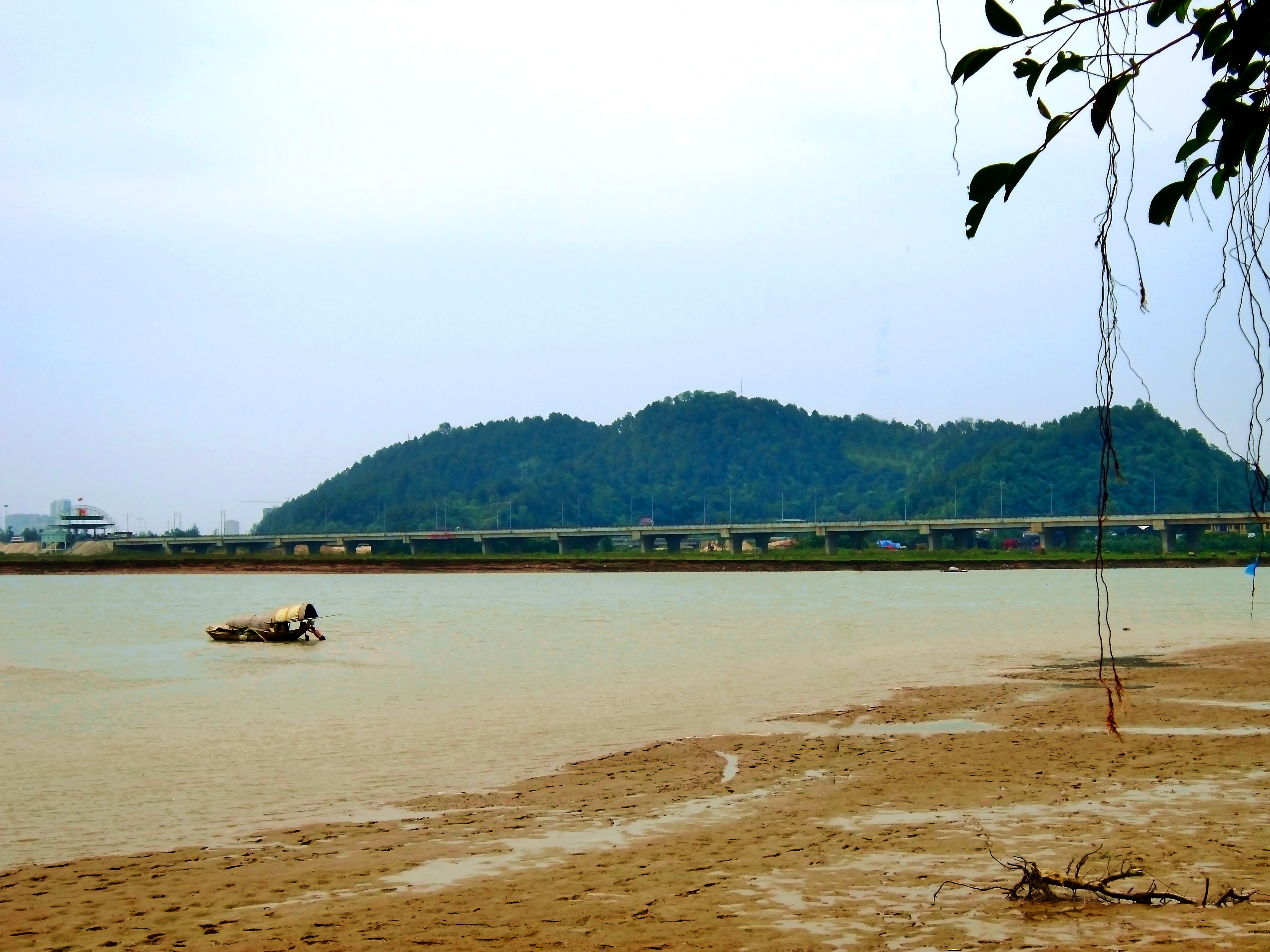
Sông Lam, đoạn gần cầu Bến Thủy 2

Sông bắt nguồn từ cao nguyên Xiengkhuang, Lào. Phần chảy trên lãnh thổ Lào gọi là Nam Khan. Phần chính của dòng sông chảy qua Nghệ An, phần cuối của sông Lam hợp lưu với sông La từ Hà Tĩnh, tạo thành ranh giới của Nghệ An và Hà Tĩnh đổ ra biển tại cửa Hội. Cụ thể, trên lãnh thổ Việt Nam, nó chảy qua địa phận huyện Kỳ Sơn, Tương Dương, Con Cuông, Anh Sơn, Đô Lương, Nam Đàn, giữa các huyện Thanh Chương, Hưng Nguyên, Nghi Lộc, thành phố Vinh của tỉnh Nghệ An và các huyện Đức Thọ, Nghi Xuân, thị xã Hồng Lĩnh của tỉnh Hà Tĩnh trước khi đổ ra vịnh Bắc Bộ.
Tổng cộng các chiều dài của sông theo Bách khoa toàn thư Việt Nam là khoảng 520 km, đoạn chảy trong nội địa Việt Nam khoảng 361 km. Tuy nhiên có nguồn khác thì cho rằng dòng sông này có hai nguồn chính, nếu tính theo đầu nguồn từ Nậm Mơn (từ dãy Pu Lôi) thì Sông Lam dài 530 km, nếu tính đầu nguồn bắt đàu từ Nậm Mô (cao nguyên Trấn Ninh) thì chiều dài sông là 432 km. Diện tích lưu vực của con sông này là 27.200 km², trong số đó 17.730 km² thuộc Việt Nam. Tính trung bình của cả triền sông thì sông Lam nằm ở cao độ 294 m và độ dốc trung bình là 18,3%. Mật độ sông suối là 0,60 km/km². Từ biên giới Việt-Lào đến Cửa Rào, lòng sông dốc nhiều với hơn 100 ghềnh thác. Từ Cửa Rào trở về xuôi, tàu thuyền nhỏ có thể đi lại được trên sông vào mùa nước. Tổng lượng nước 21,90 km³ tương ứng với lưu lượng trung bình năm 688 m³/s và môđun dòng chảy năm 25,3 l/s.km². Lưu lượng trung bình mỗi năm tại Cửa Rào là 236 m³/s, tại Dừa: 430 m³/s. Mùa lũ từ tháng 6 đến tháng 11 cũng là mùa mưa, góp khoảng 74-80% tổng lượng nước cả năm.

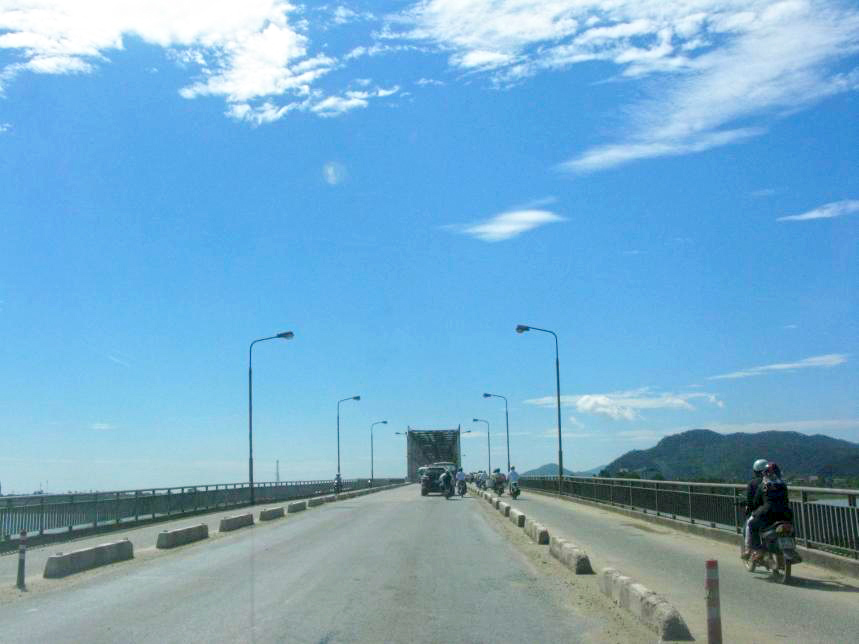
Cầu Bến Thủy

Sông chảy theo hướng Tây Bắc-Đông Nam, khi gần tới biển chảy ngược lên hướng Bắc. Có một số nhánh sông nhân tạo lấy nước từ Sông Lam như sông Đào.
Sách Đại Nam nhất thống chí viết: ...sông Lam Giang, tục gọi sông Cả, có hai nguồn: Một nguồn chảy ra từ các núi phủ Trấn Biên xứ Nghệ (nay là đất huyện Samtay tỉnh Hủa Phăn Lào), phủ Trấn Ninh xứ Nghệ (nay thuộc Xiêng Khoảng Lào), chảy về phía Đông đến phủ Tương Dương xứ Nghệ qua núi Thành Nam gọi là nguồn Tương. Nguồn kia bắt đầu từ vùng núi huyện Thúy Vân xứ Nghệ chảy về phía Đông Nam vào phủ Quỳ Châu gọi là nguồn Hiếu. Hai nguồn hợp nhau chảy về Đông đến các huyện Thanh Chương, Nam Đường (nay là Nam Đàn) gặp sông Dương và sông Vũ từ phía Tây đổ vào, sông Cương từ phía Bắc chảy vào, rồi chảy đến phía Nam núi Lam Thành thì hội với sông La thành sông Tam Chế và đổ ra biển Đông tại cửa Hội.

## Cách gọi khác

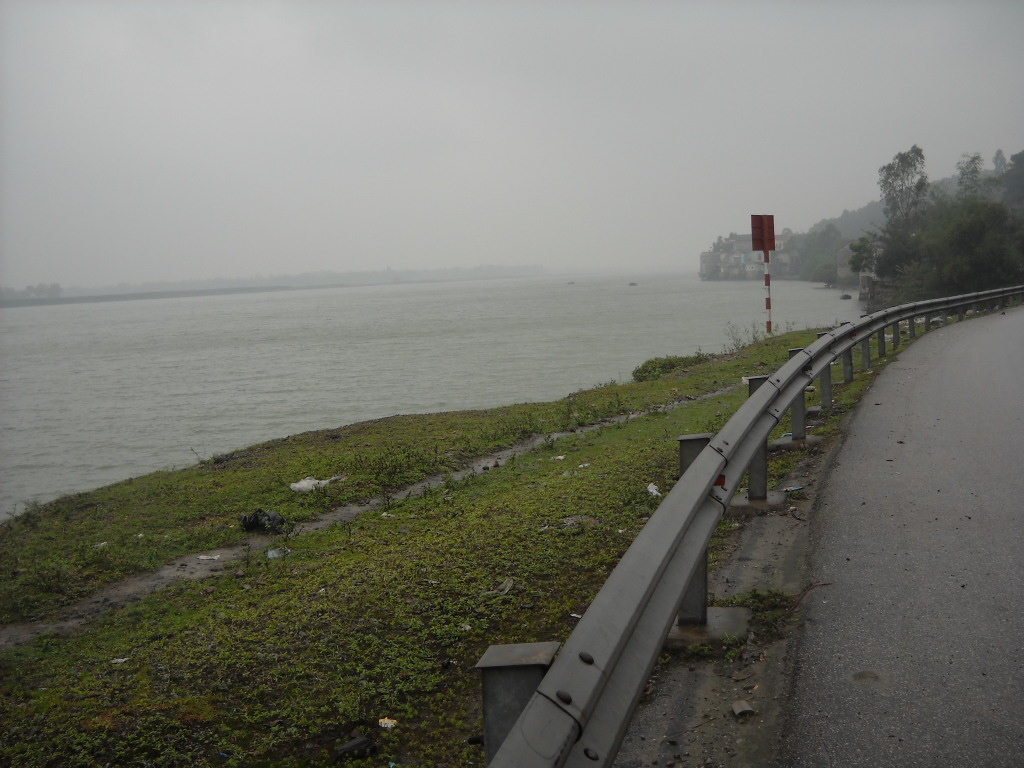
Sông Lam, đoạn qua Nghi Xuân, Hà Tĩnh

Ngàn Cả hay sông Cả là tên cũ của sông Lam. Ngày nay, sông Cả chỉ phần nhánh chính từ Nghệ An của sông Lam. Nhánh này hợp với nhánh lớn thứ hai là sông La, từ Hà Tĩnh, để tạo thành phần hạ nguồn của sông Lam. Tiếng Cả vừa hàm nghĩa là "lớn", vừa có hàm nghĩa là "mẹ", mẹ của những con sông nhỏ đổ về như Nậm Nơn, Nậm Mộ, sông Giăng, và sông La. Còn tên "sông Lam" có lẽ do màu nước xanh. Sông còn có các tên như Lam Giang, Thanh Long Giang, Lam Thủy.

## Các phụ lưu
- Sông Hiếu (hay sông Con)
  - Nậm Giải
- Sông La
  - Sông Ngàn Phố
  - Sông Ngàn Sâu
- Sông Giăng

## Biểu tượng
Cùng với núi Hồng Lĩnh, sông Lam được xem là biểu tượng của xứ Nghệ. Hai bên dòng sông Lam có những làng văn hóa của Nghệ An và Hà Tĩnh như Yên Hồ (Đức Thọ), Tiên Điền, Uy Viễn (Nghi Xuân), Trung Lương (Thị xã Hồng Lĩnh), Trung Cần, Hoành Sơn, làng Kim Liên (Nam Đàn) tạo nên một vùng văn hóa Lam Hồng.
Một số các bài hát có liên quan đến sông Lam như:
- Chuyện tình sông Lam của Lê Xuân Hòa
- Lỡ hẹn với dòng Lam của Khắc Tú
- Tìm em câu ví sông Lam của Ngô Sỹ Ngọc
- Gửi về Sông La của Vũ Quốc Nam

## Các cây cầu tại tỉnh Nghệ An
- Cầu trên xã Mỹ Lý, huyện Kỳ Sơn, nối trục đường Tây Nghệ An
- Cầu trên xã Xá Lượng, huyện Tương Dương, Nghệ An, nối quốc lộ 48C với quốc lộ 7
- Cầu Tam Quang, huyện Tương Dương, Nghệ An, nối quốc lộ 48 với quốc lộ 7
- Cầu treo trên xã Chi Khê, huyện Con Cuông, Nghệ An
- Cầu treo Thành Nam, nối xã Bồng Khê với Chi Khê, Con Cuông, Nghệ An
- Cầu Thành Nam, Con Cuông, Nghệ An (dự án)
- Cầu thị trấn Con Cuông
- Cầu Cây Chanh, huyện Anh Sơn, Nghệ An
- Cầu treo Đò Rồng, nối xã Hùng Sơn và Tường Sơn của huyện Anh Sơn,Nghệ An
- Cầu treo Anh Sơn, huyện Anh Sơn, Nghệ An
- Cầu Tri Lệ, huyện Anh Sơn, Nghệ An, trên đường Hồ Chí Minh
- Cầu Đô Lương, huyện Đô Lương, Nghệ An.
- Cầu treo Nhân Bồi - Bắc Sơn
- Cầu treo Dùng, huyện Thanh Chương, Nghệ An
- Cầu Dùng, Thanh Chương
- Cầu treo Rạng, Chợ Rạng, huyện Thanh Chương
- Cầu Rộ, Thanh Chương, trên quốc lộ 46
- Cầu Nam Đàn, huyện Nam Đàn, trên quốc lộ 15A
- Cầu đường bộ Yên Xuân, nối huyện Hưng Nguyên với huyện Nam Đàn, Nghệ An (Hoàn thành tháng 9 năm 2016)
- Cầu Yên Xuân, nối huyện Nam Đàn và huyện Hưng Nguyên, Nghệ An

## Các cây cầu nối tỉnh Nghệ An với tỉnh Hà Tĩnh
- Cầu Hưng Đức, nối huyện Hưng Nguyên, Nghệ An với huyện Đức Thọ, Hà Tĩnh trên đường cao tốc Bắc – Nam đoạn Diễn Châu – Bãi Vọt
- Cầu Bến Thủy 2, nối huyện Hưng Nguyên, Nghệ An với huyện Nghi Xuân, Hà Tĩnh trên quốc lộ 1A đoạn tránh thành phố Vinh
- Cầu Bến Thủy, nối thành phố Vinh, Nghệ An với huyện Nghi Xuân, Hà Tĩnh trên quốc lộ 1A cũ
- Cầu Cửa Hội, nối thành phố Vinh (tỉnh Nghệ An) với huyện Nghi Xuân (tỉnh Hà Tĩnh) trên đường bộ ven biển Việt Nam

## Thủy điện
Các thủy điện trong lưu vực sông Lam:
- Bản Vẽ, trên dòng chính tại bản Vẽ, xã Yên Na, huyện Tương Dương.
- Thủy điện Nậm Nơn, trên dòng chính, xã Lượng Minh, huyện Tương Dương
- Khe Bố, trên dòng chính thuộc địa phận xã Tam Quang, huyện Tương Dương
- Chi Khê, trên dòng chính tại xã Chi Khê, huyện Con Cuông.
- Nhạn Hạc, trên sông Hiếu, ở Quế Sơn, huyện Quế Phong;
- Bản Cốc, trên Nậm Giải, ở Châu Kim và Nậm Giải huyện Quế Phong;
- Sao Va, Quế Phong
- Nậm Pông, trên sông Hiếu, ở Châu Phong và Châu Hạnh, huyện Quỳ Châu